# بيل وليامز (لاعب كرة قدم مواليد 1942)
بيل وليامز (بالإنجليزية: Bill Williams)‏ هو مدرب كرة قدم ولاعب كرة قدم بريطاني في مركز الدفاع، ولد في 23 أغسطس 1942 في Esher ‏ في المملكة المتحدة. لعب مع كوينز بارك رينجرز ونادي بورتسموث ونادي ديربن سيتي ونادي غيلينغهام ونادي مانسفيلد تاون ووست بروميتش ألبيون.